# 短尾温剑水蚤
短尾温剑水蚤（学名：Thermocyclops brevifurcatus）为剑水蚤科温剑水蚤属的动物，是中国的特有物种。分布于台湾岛以及中国大陆的福建、四川、浙江、河南等地，属于浮游性种类。其常见于不同类型的水域中。